# Zamzam Mohamed Farah
Zamzam Mohamed Farah (* 19. März 1991 in Mogadischu) ist eine somalische Leichtathletin, die sich auf die 400 m spezialisiert hat. Sie war eine von nur zwei somalischen Athleten bei den Olympischen Sommerspielen 2012.

## Karriere
Farah wurde von Mo Farah, einem britischen somalischen Athleten, inspiriert, mit dem Laufen anzufangen. Sie nahm im Alter von 18 Jahren an den Olympischen Spielen 2012 in London teil, wo sie an den 400 m teilnahm. Sie war auch die Fahnenträgerin bei den Olympischen Sommerspielen 2012. Den Einrichtungen, in denen sie ausgebildet wurde, fehlte eine angemessene Ausrüstung. Um sich auf die Olympischen Spiele vorzubereiten, trainierten sie und ihre Mannschaftskameraden im Freien, wo sie den Kugeln zeitweise ausweichen konnten. Ihre Laufstrecke wurde „die Straße des Todes“ genannt.
Farah lief die 400-m-Läufe in einer Zeit von 1:20,48 Minuten, etwa 30 Sekunden hinter der Siegerin ihrer Läufe. Sie beendete das Rennen als langsamste Athletin in der ersten Runde, sie landete auf Platz 45 von 49, nur vor Teilnehmerinnen, die entweder nicht starteten, nicht ins Ziel kamen oder disqualifiziert wurden. Sie fastete, während sie in London am Wettbewerb teilnahm.
Bei den Olympischen Sommerspielen 2012 erhielt sie mehrere Morddrohungen über Facebook und andere Kommunikationskanäle, weil sie sich enttarnt hatte. Obwohl die Drohungen beunruhigend waren, beantragte sie kein Asyl, wie einige Nachrichtenagenturen berichteten.
Bei Farahs Initiative, an den Olympischen Spielen in London teilzunehmen, ging es nicht um einen Sieg, sondern darum, der Welt die Botschaft zu übermitteln, dass Somalia ungeachtet dessen, was dort geschieht, immer noch lebendig ist. Ihre Anwesenheit bei den Olympischen Spielen soll auch andere Frauen stärken, insbesondere somalische Frauen.

## Zitate
"The most important thing is being able to carry the Somali flag with 203 other countries in the Olympics. That in itself is success."
"Somalia is not dead. It’s alive."

"I am not going there to win, but for pride... I will be representing my flag, my soil and its people."